# Бутаково (Химки)
Бутако́во — микрорайон в городе Химки Московской области.

## История
Бутаково возникло в XVII веке как монастырская деревня, её название произошло от одного из первых владельцев — служивого человека Бутакова. Деревня стала расти в связи с открытием Петербургского тракта. В 1859 году в Бутакове было 24 двора, в них жили 127 человек. В 1862-м Бутаково объединилось с соседним сельцом Алёшкино в единое сельское общество с населением в 196 человек. После крестьянской реформы Бутаково было включено в состав Всехсвятской волости.
Главными видами промысла для местных жителей были слесарный, вязальный и легковой извоз. После революции в Бутаково был организован колхоз «Заря». В 1940 году Бутаково вошло в состав Химкинского района, а в 1961 — в состав Химок. По имени бывшей деревни назван микрорайон, автобусная остановка и один из заливов канала имени Москвы.

## Новобутаково

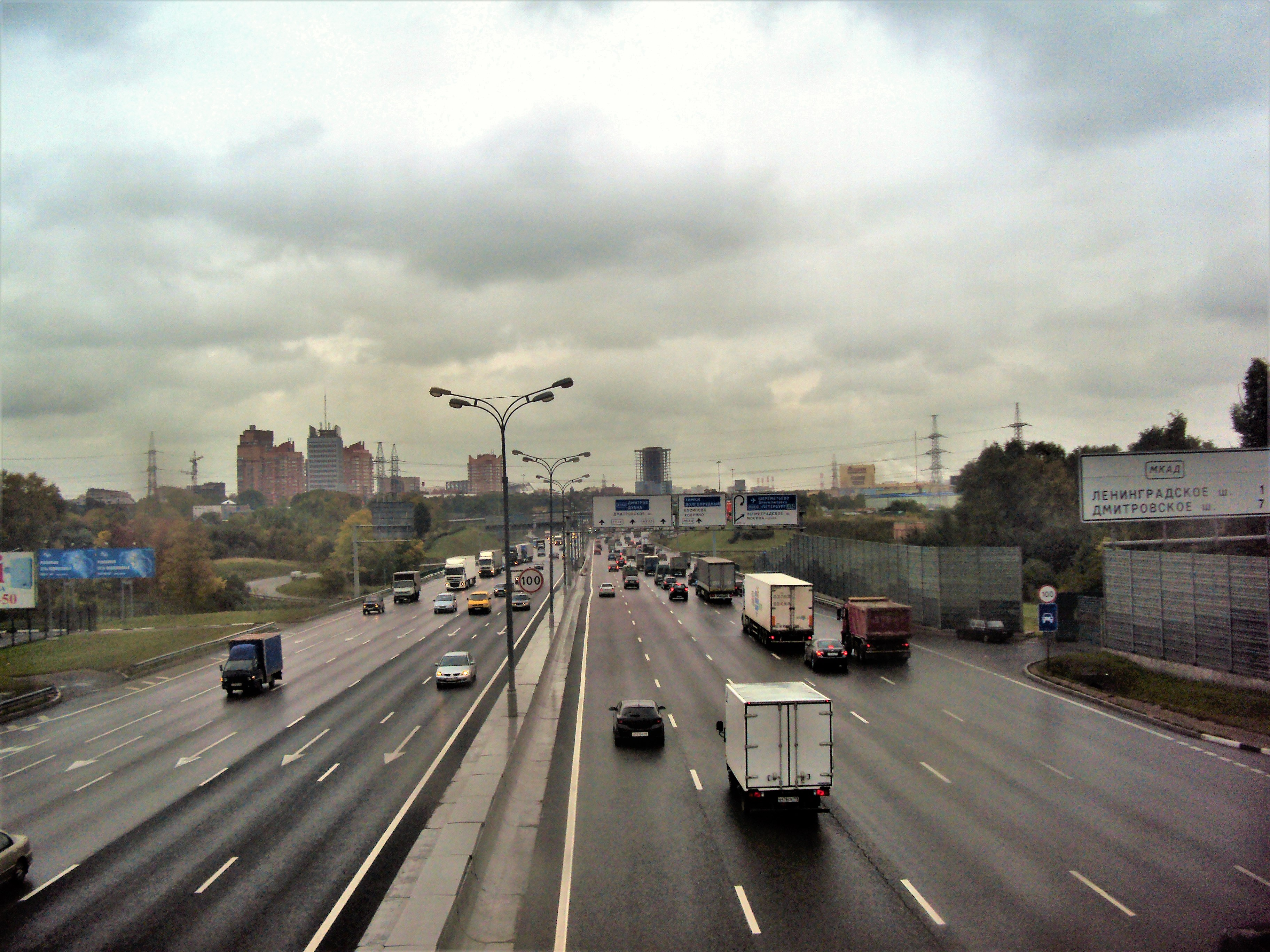
МКАД в районе остановки Новобутаково

Микрорайон, является южной границей городского округа Химки, образован на месте бывшей деревни Новобутаково. В 1962 году была открыта МКАД, которая прошла по середине Новобутаково и разделила деревню. С того момента деревня практически заброшена, оставшиеся дома пришли в запустение. На месте прилегавших к ней пустырей в 1985—1986 годах был построен микрорайон «Новобутаково» из типовых панельных 17-этажных домов. К середине 2000-х исчезли все старые деревенские дома.
В 2004 году в Новобутакове началось строительство делового центра «Кантри-парк». Комплекс из трёх зданий в 7, 17 и 21 этажей был закончен в 2012 году.